# Nubianus nasutus
Nubianus nasutus är en insektsart som först beskrevs av Rauno E. Linnavuori 1973.  Nubianus nasutus ingår i släktet Nubianus och familjen Caliscelidae. Inga underarter finns listade i Catalogue of Life.